# Fluorimid
Fluorimid ist eine chemische Verbindung aus der Gruppe der Maleimide und ein Fungizid, welches in den 1970ern von Mitsubishi Chemical Industries eingeführt wurde.

## Gewinnung und Darstellung
Fluorimid kann durch Reaktion von 4-Fluoranilin und Dichlormaleinsäure gewonnen werden.

## Verwendung
Fluorimid wird gegen Schorf, Monilia, Mehltau und Alternaria im Obstbau verwendet. Es ist auch gegen Pilzkrankheiten im Zitrus-, Reben-, Kaffee- und Kautschukanbau wirksam.

## Zulassung
Fluorimid ist nur in Asien (Japan, Korea), nicht aber in Europa, zugelassen.